# 伊万·博季奇
伊万·博日奇（Ivan Božić，1983年11月19日—），姓氏又常译博季奇，是一名波斯尼亚和黑塞哥维那足球运动员，现在效力于中国足球甲级联赛球队大连超越，司职前锋。

## 俱乐部生涯
博季奇在波黑足球超级联赛球队兹里尼斯基接受足球训练。2000年夏季加盟比利时联赛球队西弗兰。2002年夏季，西弗兰和哈勒尔贝克合并，博季奇选择离开球队，加盟克罗地亚球队。2006年，博季奇回到比利时，转会到KSK贝弗伦。 之后他又先后效力于克罗地亚球队里耶卡、和克罗地亚人。
2012年7月，博季奇加盟中国足球甲级联赛球队延边长白虎。他在2012赛季下半程出场15次，打进7球，帮助球队保级成功。2013年1月，博季奇转投中甲升班马贵州智诚。
2013年7月，加盟中国足球甲级联赛球队北京八喜。
2017年3月，大连超越队宣布与博季奇签约。